# Eisenzicken

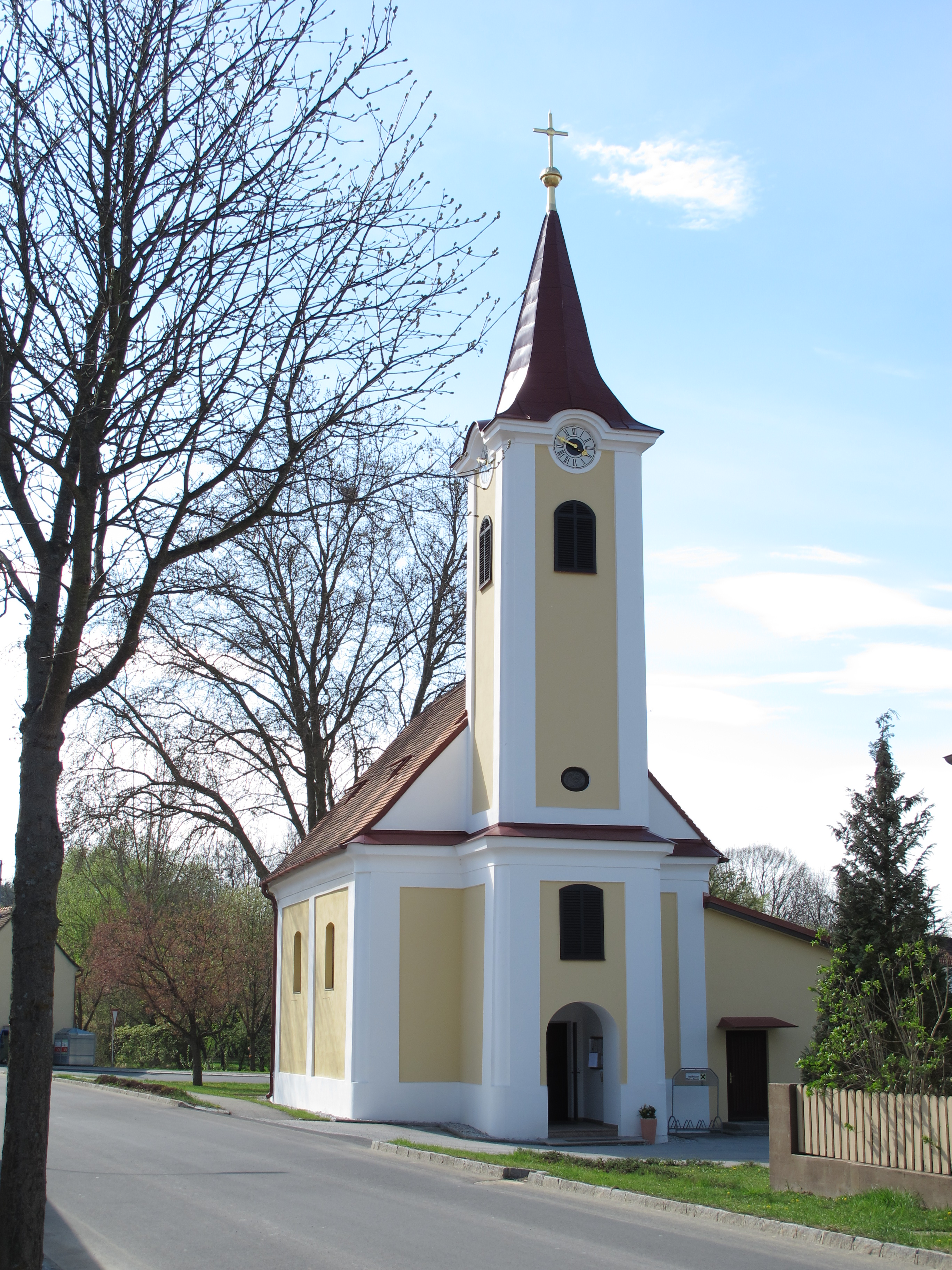
Kirche Eisenzicken

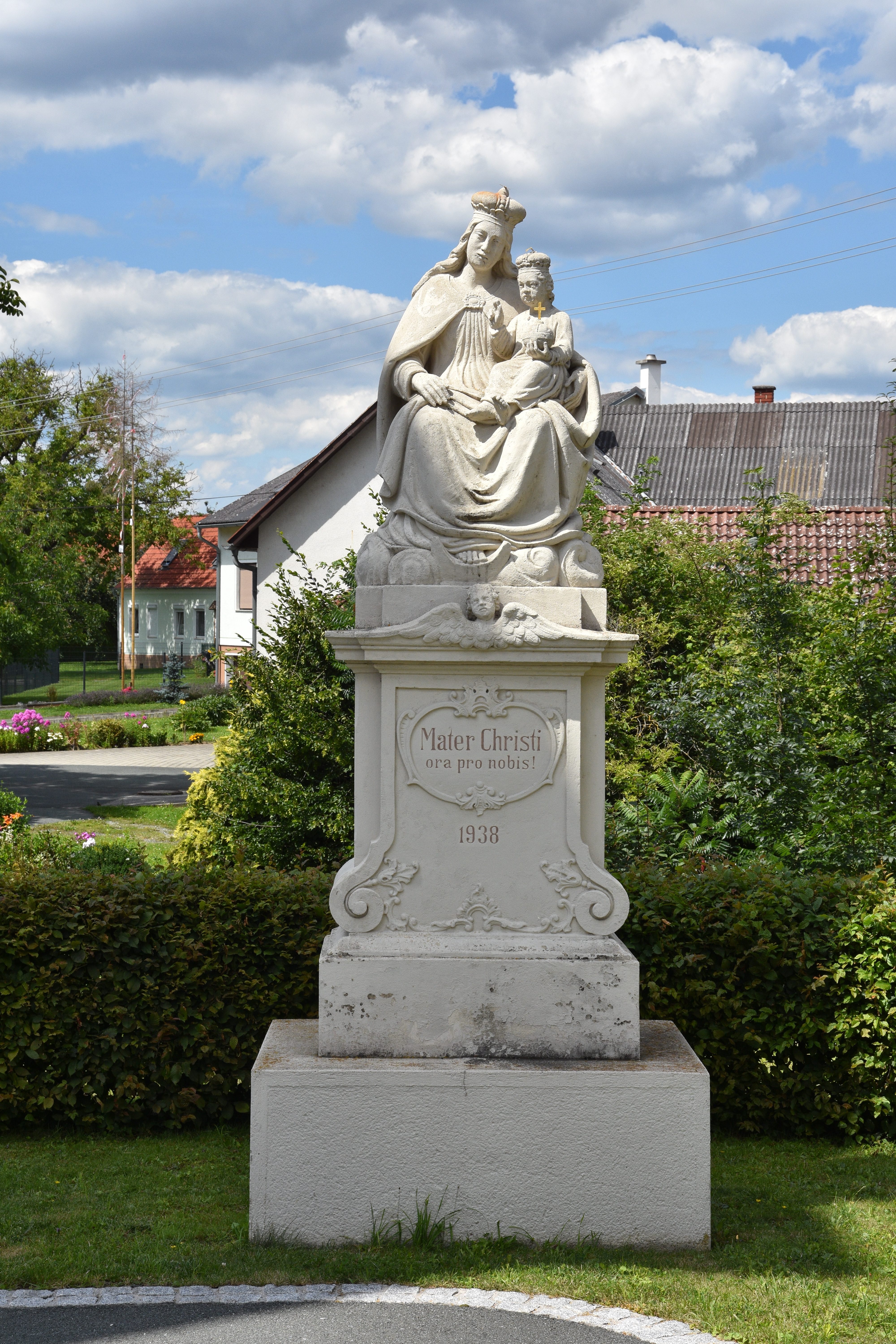
Hl. Maria mit dem Kind Christi

Eisenzicken (ungarisch Németcziklény, Németcziklin, Vasverőszék, Vasszék; kroatisch Nimški Cikljin) ist eine Ortschaft und Katastralgemeinde in der Gemeinde Unterwart im Burgenland im Bezirk Oberwart in Österreich. Die Ortschaft hat 259 Einwohner (1. Jänner 2024).

## Geschichte
Im 10. Jahrhundert wurde eine Gruppe aus der Gefolgschaft des ungarischen Stammesfürsten Kursan an die westliche Grenze abgeschoben, wodurch das heutige Eisenzicken entstand. Es wird angenommen, dass diese ersten Bewohner von Eisenzicken großteils Schmiede waren. Im 13. Jahrhundert wurde die Verhüttung und die Eisenbearbeitung aufgegeben und die Bevölkerung wurde zur Gänze der Herrschaft Rotenturm untertänig. Infolge der Aufhebung der Leibeigenschaft und des Urbarialverbandes erlosch auch die grundherrliche Gerichtsbarkeit und alle daraus ableitbaren Rechte, sodass sich Eisenzicken als Dorfgemeinde konstituierte.
Der Ort gehörte wie das gesamte Burgenland bis 1920/21 zu Ungarn (Deutsch-Westungarn). Ab 1898 musste aufgrund der Magyarisierungspolitik der Regierung in Budapest der ungarische Ortsname der Ortschaft verwendet werden. Nach Ende des Ersten Weltkriegs wurde nach zähen Verhandlungen Deutsch-Westungarn in den Verträgen von St. Germain und Trianon 1919 Österreich zugesprochen. Seit 1921 gehört Eisenzicken zum damals neu gegründeten Bundesland Burgenland (siehe auch Geschichte des Burgenlandes).
Am 1. Jänner 1971 wurde der Ort im Zuge des Gemeindestrukturverbesserungsgesetzes der burgenländischen Landesregierung mit Unterwart zur neuen Gemeinde Unterwart zusammengelegt.

## Kultur und Sehenswürdigkeiten
- Filialkirche Eisenzicken, hll. Fabian und Sebastian, erbaut 1820[5]
- Figurenbildstock, Hl. Maria mit dem Kind Christi